# Moi (Labiche)
Pour les articles homonymes, voir Moi.
Moi est une comédie en trois actes d'Eugène Labiche, représentée pour la première fois à Paris au théâtre de la Comédie-Française le 21 mars 1864.
- Collaborateur Édouard Martin.
- Editions Dentu.

## Distribution
| Acteurs et actrices ayant créé les rôles |                      |
| Personnage                               | Acteur ou actrice    |
| Dutrécy                                  | Regnier              |
| De la Porcheraie                         | Edmond Got           |
| Fourcinier                               | Talbot               |
| Armand Bernier                           | Lafontaine           |
| Aubin                                    | Coquelin aîné        |
| Georges Fromental                        | Gustave Worms        |
| Fromental                                | Léopold Barré        |
| Cyprien                                  | Jules Didier Seveste |
| Germain                                  | Eugène Tronchet      |
| Thérèse                                  | Émilie Dubois        |
| Mme de Verrières                         | Édile Riquer         |